# Space roar
Space roar (literalmente "rugido espacial") es una señal de radio del espacio exterior. Fue descubierta por Alan Kogut y su equipo de la NASA, el anuncio fue hecho en la reunión número 213 de la American Astronomical Society el 7 de enero de 2009. Descrita como un fuerte siseo, el equipo descubrió la señal mientras intentaban encontrar rastros de calor de estrellas de primera generación usando un radiómetro ARCADE. Este instrumento está diseñado para detectar radiación a longitudes de onda de centímetros. Aunque señales de radiogalaxias han sido detectadas antes, "space roar" suena seis veces más fuerte de lo que se predice para esas fuentes. Los científicos aún no se han explicado su origen. Los científicos de la NASA han descartado hasta ahora a las estrellas primordiales y a cualquier otra fuente de radio conocida. El rugido actualmente limita el estudio de las estrellas más antiguas del universo.

## Explicaciones posibles

### Error técnico
En el 2011, los investigadores del ARCADE 2 reportaron que "la corrección de los errores sistemáticos fundamentales en medidores como el ARCADE 2 es siempre una preocupación primaria. Enfatizamos que detectamos emisiones residuales a  3 GHz con los datos del ARCADE 2, pero el resultado también es detectado independientemente por una combinación de datos de baja frecuencia y el FIRAS."